# 宣誓

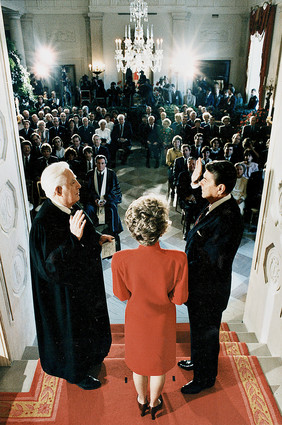
アメリカ大統領就任時に宣誓を行うロナルド・レーガン

宣誓（せんせい）とは、自己の主張が真実であること、あるいは自己の行動がある規範に則っていることを、特に多数の人々に対して言明すること。法的な拘束力を持つ場合もあり、また儀式化されたものも多い。
本来の意味では、神仏等の神聖な存在に対して、あるいはそれを証人として行う誓いを指し、現代でもこの形式に従う場合がある。これは宣誓に背いた場合には罰を受けるという意味があり、古くは「背いた場合には、しかじかの天罰が下る」と宣言する形で行うことが多かった（例えば古代日本のウケヒ、ケルト神話のゲッシュ、旧約聖書に書かれた例など）。英語圏では、法的効果のある宣言であるとともに神に対する誓いである宣誓（oath）に対し、宗教性を除外し同じ法的効果をもつ確約（affirmation）が規定され、教義上宣誓が禁じられている宗派の信徒は宣誓の代わりに確約を選ぶことができる。
法的な意味での宣誓とは、証人が自己の証言を真であると宣言すること、鑑定人や通訳が鑑定、通訳等を誠実に行うと言明することなどを意味し、それに反した場合は偽証罪などに問われる。宣誓を書面で行った場合はその書面を宣誓書という。
現代では選手宣誓のように、単に約束を宣言する宣誓も多い。西洋または西洋の伝統に基づく儀式では、宣誓に当たり、右手を高く挙げたり、胸に当てたりすることが多い（挙手はヨーロッパではナチス式敬礼とヒトラーの答礼そのものの仕草なので問題視されることがある）。

## 歴史上有名な宣誓、および儀式として行われる宣誓
- 起請文
- ストラスブールの誓い
- メイフラワー誓約
- 球戯場の誓い
- 五箇条の御誓文
- ヒポクラテスの誓い
- オリンピック宣誓
- 選手宣誓
- 忠誠宣誓
  - 忠誠宣誓 (ドイツ)
  - 忠誠の誓い (アメリカ)
  - 服務の宣誓（日本）
- アメリカ合衆国大統領就任宣誓
- アメリカ合衆国副大統領就任宣誓